# Davide Malacarne
Davide Malacarne (Feltre, 11 de julio de 1987) es un exciclista profesional italiano. En 2005 ganó el campeonato del mundo junior de ciclocrós, venciendo en una dura carrera al suizo Julien Taramarcaz y al alemán Christoph Pfingsten.

## Palmarés
2008
- Giro del Belvedere

2010
- 1 etapa de la Volta a Cataluña[1]

## Resultados en Grandes Vueltas
| Carrera | Carrera         | 2009 | 2010  | 2011  | 2012 | 2013 | 2014 | 2015 | 2016 |
| ------- | --------------- | ---- | ----- | ----- | ---- | ---- | ---- | ---- | ---- |
|         | Giro de Italia  | Ab.  | —     | 146.º | —    | —    | 39.º | 85.º | 47.º |
|         | Tour de Francia | —    | —     | —     | 59.º | 49.º | —    | —    | —    |
|         | Vuelta a España | —    | 126.º | 56.º  | —    | —    | —    | —    | Ab.  |

—: no participa

Ab.: abandono

## Equipos
- Quick-Step (2009-2011)
- Team Europcar (2012-2014)
- Astana Pro Team (2015-2016)